# クロムアルベオラータ

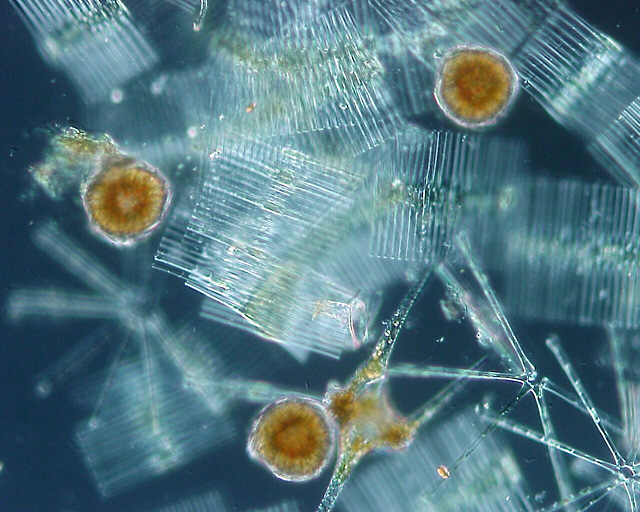
珪藻と渦鞭毛藻

クロムアルベオラータ（Chromalveolata）は真核生物の系統についての仮説で、かつては6つの主要な真核生物グループの一つに数えられていた。1981年にトーマス・キャバリエ＝スミスが提唱したクロミスタ界を発展させたもので、紅藻由来の色素体を持つ光合成性の共通祖先から進化したグループとして定義される。しかし、クロムアルベオラータの単系統性はその後否定されており、この仮説は現在は支持されていない。

## 分類
以下の４つのクレードを含む。
- アルベオラータ ：繊毛虫・アピコンプレクサ・渦鞭毛藻
- ストラメノパイル ：不等毛藻とその他の従属栄養生物（卵菌、ラビリンチュラなど）
- クリプト藻
- ハプト藻

このうちストラメノパイルとアルベオラータの近縁性は現在も支持されており、SARスーパーグループの一部を形成している。一方、クリプト藻とハプト藻はSARと同系統群とはならず、さらにクリプト藻とハプト藻同士の近縁性もその後のデータでは支持されていない。

## 歴史

### 提唱
この仮説の根底にあるのは、非常に多様な藻類がクロロフィルcを持っていることに対する疑問である。1981年にCavalier-Smithが提唱したクロミスタ界にはその後の改変を経て、クロロフィルcを持つクリプト藻、ハプト藻、ストラメノパイルが含められていたが、それ以外に渦鞭毛藻も多くのものがクロロフィルcを持っている。クロロフィルcを持つ生物はそれぞれ別個に成立したという考え方もされていたが、Cavalier-Smithは1回の二次共生現象で説明することを好んだ。
Cavalier-Smith (1999)は、クロミスタとアルベオラータが姉妹関係にあること、クロミスタの4重の葉緑体膜と渦鞭毛藻の3重の葉緑体膜とが相同であること、マラリア原虫などに発見されたクロロフィルを含まない色素体も同じ紅藻起源であることを主張し、この一群をクロムアルベオレート類（chromalveolates）と呼んだ。すなわち、全てのクロムアルベオレート類は、単細胞の紅藻を細胞内共生により取り込んでできた、クロロフィルcを含む色素体を持つ光合成生物を共通祖先とする、という仮説である。クロムアルベオレート類には、光合成生物のみならず、繊毛虫やラビリンチュラのような非光合成生物も含まれる。

### 支持
アルベオラータが単系統であることについては当時から広く受け入れられていて、特定の変わった生物が本当にここに含まれるのかどうかという議論を除けば現在でも特に異論は出ていない。しかしクロミスタ（クリプト藻、ハプト藻、不等毛類）の単系統性については結論が出ておらず、分子系統解析を行うとそれぞれバラバラになることが多い。たとえばHarper et al. (2005)のように、ストラメノパイルについては確かにアルベオラータと姉妹関係にあるという結果が出ることも多いのだが、クロムアルベオラータが全体として一つの群を成すという積極的な解析結果はない。
それでもクロムアルベオラータという仮説がある程度の支持を集めているのは、GAPDH遺伝子の解析結果によるところが大きい。GAPDH（glyceraldehyde 3-phosphate dehydrogenase、グリセルアルデヒド3-リン酸脱水素酵素）は解糖系を構成し、また植物では光合成の暗反応に関わる重要な酵素である。緑色植物や紅藻の色素体GAPDHの遺伝子はシアノバクテリアに由来するのに対して、渦鞭毛藻やクリプト藻の色素体GAPDHの遺伝子は細胞質GAPDHの遺伝子に似ていることが知られていた。そこでFast et al. (2001)が、アピコンプレクサやラフィド藻（不等毛藻の一種）のGAPDH遺伝子を同定して分子系統解析を行った結果、アピコンプレクサ、渦鞭毛藻、ラフィド藻、クリプト藻の色素体GAPDHの遺伝子は単系統となることがわかった。しかもその後Yoon et al. (2002)によって、クロミスタの色素体が共通の起源を持ちそれが紅藻であるということが、色素体ゲノム上の複数の遺伝子（16S rRNA, psaA, psbA, rbcL, tufA）を使った系統解析により極めて明瞭に示されている。このことからアピコンプレクサと渦鞭毛藻の色素体の起源は共通であり、さらにクロミスタの色素体の起源とも共通していると考えられるようになった。

### 批判
しかしクロムアルベオラータ仮説には批判も寄せられた。ここではBodył (2005)に従ってその要点を列挙する。
- 細胞内共生によるオルガネラ化はそんなに珍しい現象ではないのだから、紅藻由来の共生だけが1回である必然性はない。
プロテオバクテリア由来が1回（ミトコンドリア）、シアノバクテリア由来が2回（一次共生の色素体とPaulinella chromatophoraの色素体）、緑藻由来が3回（ユーグレナ藻、クロララクニオン藻と一部の渦鞭毛藻の色素体）、二次共生藻類由来が少なくとも2回（渦鞭毛藻で見られる三次共生の色素体）など、紅藻由来以外のものだけで8回以上起きている。
- 色素体の獲得が1回だけとすると色素体の喪失が無数に生じたことになるが、むしろ色素体の完全な喪失のほうが珍しいのではなかろうか。
系統的により原始的な位置を占めるグループ（例えば卵菌や繊毛虫）がみな色素体を持っていないため、共通祖先が色素体を獲得したものが現在まで引き継がれているとすると、色素体の喪失が無数に起きたことになる。
しかし色素体が光合成能を失っても代謝を担う痕跡器官として残ることが多く、過去に確実に色素体を持っていたが失っているという生物はほとんど知られていない（卵菌だけはその可能性が高い）。
- これまで分子系統解析で示されているのは「色素体の起源」の単一性だけだが、細胞内共生現象の起きた回数を知ることができない以上、それをもって宿主側の系統関係を議論することはできない。
極端な例えをすると、最初に紅藻由来の色素体を持つハプト藻が成立したあと、それぞれバラバラな生物がハプト藻を捕食する（三次共生）ことでクリプト藻や渦鞭毛藻や不等毛藻が生じた場合でも、系統解析をすれば「色素体の起源」は単一という結果が得られる。実際にそのような渦鞭毛藻がいる。

2005年ごろからゲノム解析やEST解析のデータを利用した大規模な分子系統解析が行われるようになり、その結果ストラメノパイルとアルベオラータは確かに近縁であることが確認されている。しかしこの2群と、緑藻由来の色素体を持つ生物を含むリザリアとが近縁であることが示され、クロムアルベオラータ全体は多系統群であることが次第に強く支持されるようになってきた。